# Биљешка стена
Биљешка стена је видиковац на планини Звијезди, северозападном продужетку планине Таре.
Видиковац се налази на северној страни Звијезде, на развођу Невељског потока, на надморској висини од 1225 метара. Са њега се пружа поглед у правцу кањона Звијезде, Перућачког језера, насеља Клотјевац (Република Српска) и северног одсека планине Таре. Поглед привлаче Панчићеве оморике и стогодишњи борови, мешовите шуме и специфична кањонска вегетација. До Биљешке стене се долази уређеним и означеним стазама из, удаљеног 5,5km Предовог крста и 2,7km удаљеног насеља Растишта.
Видиковац је опремљен дрвеним столовима, клупама и заштитном оградом. У близини је колиба, подигнута за снимање филма Птице које не полете, а која се слободно користи.

## Галерија
- Поглед са видиковца
- Поглед са видиковца
- Поглед са видиковца
- Поглед са видиковца
- Поглед са видиковца
- Поглед са видиковца
- Поглед са видиковца
- Мобилијар на видиковцу
- Брвнара на видиковцу у којој је сниман филм Птице које не полете
- Брвнара на видиковцу у којој је сниман филм Птице које не полете
- Брвнара на видиковцу у којој је сниман филм Птице које не полете